# Karin Lesch
Karin Lesch (* 18. Mai 1935 in Zürich, Schweiz; † 12. März 2025 in Wernsdorf, Königs Wusterhausen) war eine deutsch-schweizerische Schauspielerin.

## Leben

### Herkunft
Karin Lesch entstammte einer Schauspielerfamilie. Sie war die Tochter der österreichischen Schauspielerin Mathilde Danegger, Enkelin des Schauspielerehepaares Josef Danegger und Bertha Danegger, Nichte des Schauspielers Josef Danegger und des Opernsängers Theodor Danegger. Ihr Vater war der Schweizer Regisseur, Dramaturg und Autor Walter Lesch.
Ihre Mutter emigrierte im Jahr 1933 in die Schweiz und arbeitete dort beim Kabarett und am Zürcher Schauspielhaus. Im Jahr 1947 zog sie mit ihrer Mutter erst nach Westdeutschland und danach 1951 in die DDR.

### Karriere
Karin Lesch studierte an der damaligen Staatlichen Schauspielschule Berlin. Später folgten Engagements am Hans Otto Theater in Potsdam und am Staatstheater Dresden. Lesch erhielt neben ihren Theaterengagements in Ost-Berlin auch vereinzelte Filmaufträge beim Deutschen Fernsehfunk und bei der DEFA. Sie spielte in verschiedenen Märchenfilmen, etwa als Müllerstochter in dem Märchen Rumpelstilzchen, das unter dem Titel Das Zaubermännchen verfilmt wurde. Diese Rolle hatte sie zuvor bereits am Potsdamer Theater gespielt.
Ihre wohl bekannteste Rolle ist ihre fein ironisch und voller Taktgefühl angelegte Königin in Drei Haselnüsse für Aschenbrödel. Der Schauspieler Rolf Hoppe, der in diesem Film den König spielte, hatte sich dafür ausdrücklich Lesch als Filmpartnerin gewünscht. Nach diesem Film blieb sie ganz beim Theater.

### Privates
Lesch war ab 1957 mit dem Regisseur und späteren DEFA-Generaldirektor Hans Dieter Mäde (1930–2009) verheiratet. Das Paar hatte zwei Kinder, Michael Mäde (1962–2023) und Anja Mathilde Wallocha.
Ende der 1970er-Jahre zog sich Lesch aus der Öffentlichkeit zurück. Sie lebte anschließend in Chemnitz und im Harz. Ihre letzten Lebensjahre verbrachte sie zurückgezogen in einem kleinen Ort in der Nähe von Berlin. Sie starb am 12. März 2025 im Alter von 89 Jahren in einem Seniorenheim in Wernsdorf, einem Ortsteil der Stadt Königs Wusterhausen.

## Filmografie
- 1953: Mathias Löffelchen, der Osterhase
- 1959: Eine alte Liebe
- 1960: Das Zaubermännchen
- 1960: Morgen Abend um sieben
- 1961: Der Tod hat ein Gesicht
- 1968: Die Toten bleiben jung
- 1970: Die Nächte des Zorns
- 1971: KLK an PTX – Die Rote Kapelle
- 1973: Drei Haselnüsse für Aschenbrödel
- 1974: Maria und der Paragraph (TV-Zweiteiler)
- 1974: Die Geisterfalle

## Theater
- 1968: Horst Kleineidam: Von Riesen und Menschen (Malerin) – Regie: Hans Dieter Mäde (Staatstheater Dresden)
- 1970: Seán O’Casey: Ein Freudenfeuer für den Bischof (Stadtratstochter Foorawn) – Regie: Hans Dieter Mäde (Staatstheater Dresden)
- 1971: Lillian Hellman: Herbstgarten – Regie: Hans Dieter Mäde (Staatstheater Dresden)
- 1971: William Shakespeare: Othello (Desdemona) – Regie: Hans Dieter Mäde (Staatstheater Dresden)
- 1971: Maxim Gorki: Die Kleinbürger (Tatjana) – Regie: Hans Dieter Mäde (Staatstheater Dresden)